# Általános Vállalkozási Főiskola
Az Általános Vállalkozási Főiskolát a Villányi úti Konferenciaközpont és Szabadegyetem Alapítvány alapította, 1995-ben indult az első szak (vállalkozásszervező). Az iskola profilját gazdaságtudományi, illetve társadalomtudományi képzések alkották. 2015. január 1-jén beolvadt az IBS Nemzetközi Üzleti Főiskolába.

## Elhelyezkedés

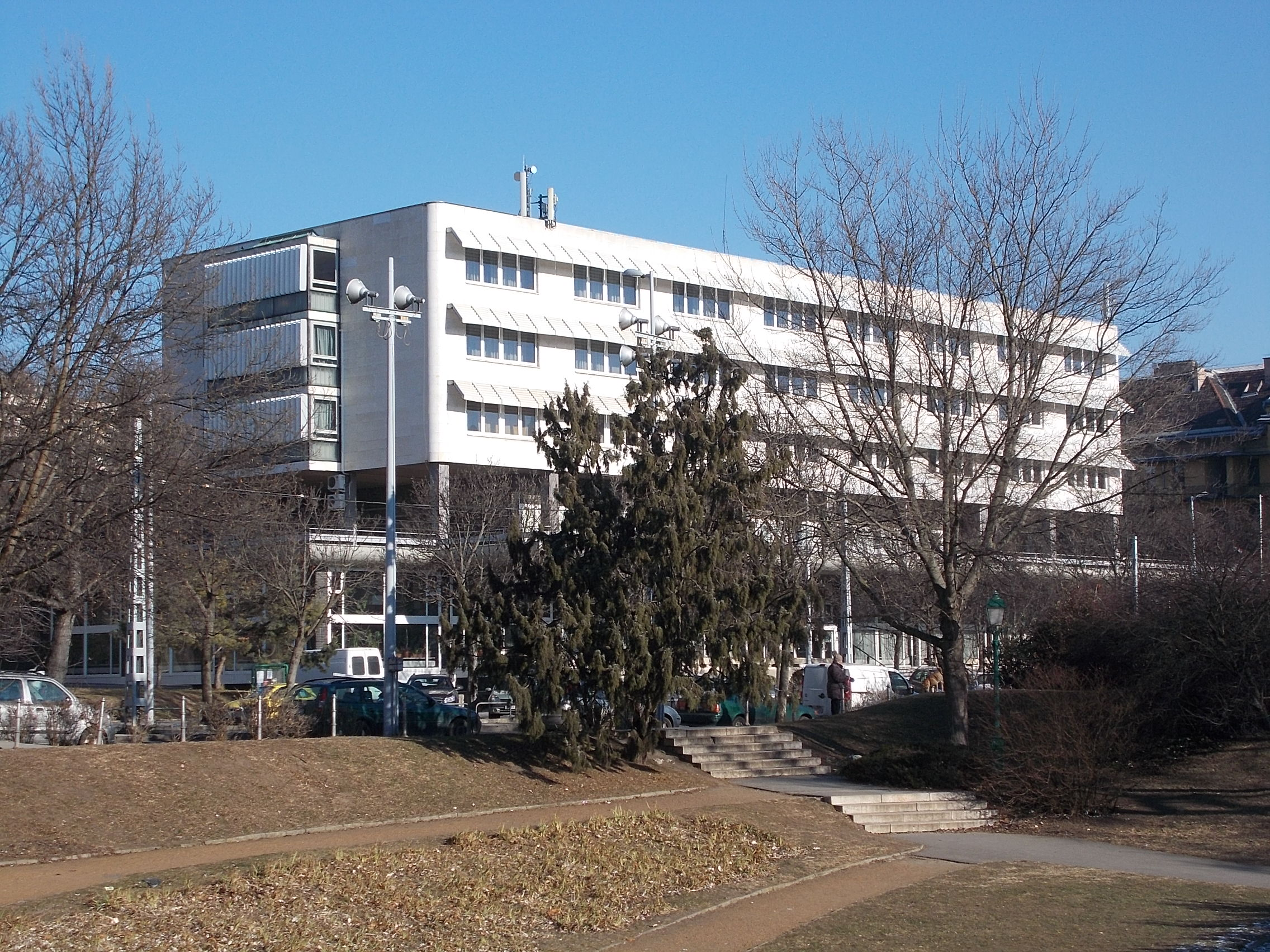
A Villányi úti épület

- "A" épület: Budapesten a XI. kerületben a Móricz Zsigmond körtértől pár percnyi járásra, a Villányi úton található
- "B" épület: a Kosztolányi Dezső térhez közel található

## Szakok

### Alapszakok
- Gazdálkodási és menedzsment (nappali és levelező tagozat)
- Közszolgálati (nappali és esti tagozat)
- Nemzetközi gazdálkodás (nappali és levelező tagozat)
- Nemzetközi tanulmányok (nappali és levelező tagozat)

### Mesterszakok
- Vállalkozásfejlesztés (nappali és levelező tagozat)
- Nemzetközi tanulmányok (nappali és levelező tagozat)

### Felsőfokú szakképzések (2012-ig)
- Közösségi-civil szervező
- Nemzetközi szállítmányozási és logisztikai szakügyintéző
- Reklámszervező szakmenedzser
- Üzleti szakmenedzser

### Felsőoktatási szakképzések (2013-tól)
- Gazdálkodási és menedzsment (kis- és középvállalkozási, projektmenedzsment)
- Közszolgálati
- Nemzetközi gazdálkodás (európai uniós üzleti, külgazdasági, nemzetközi szállítmányozás és logisztika)

A főiskola felsőfokú oklevéllel rendelkezők számára szakirányú továbbképzéseket (Controlling szakközgazdász, E-kereskedelem szakközgazdász, E-közszolgáltatás, Európai integráció, Gazdálkodás, Humán erőforrás, HR menedzser, Nonprofit, Politika, Vállalkozásszervező) indít levelező tagozaton.

## ÁVF Közösségek
- - ÁVF
- - ÁVF HÖK